# Під владою золота
«Під владою золота» — радянський художній фільм 1957 року за мотивами п'єси «Золотопромисловці», роману «Дике щастя» і оповідання «Золотуха» Д. Н. Маміна-Сибіряка.

## Сюжет
У будинку золотопромисловця Тихона Кіндратовича Молокова шумно проводжають масницю. Коли градоначальник намагається спокусити дочку господаря Онисію, батько дівчини розбиває йому ніс. Злякавшись наслідків, Тихон Кіндратович за порадою друга, Івана Тимофійовича Засипкіна, бере псевдонім, усе майно переписує на дружину й разом з дочкою втікає з міста. Засипкін переконує дружину Молокова передати йому в оренду золоту копальню, в результаті чого Молоков з дочкою залишаються без доходу. Зрозумівши, що їх ошукано, втікачі повертаються, щоб повернути добре ім'я і втрачену копальню.

## У ролях
- Іван Переверзєв —  Тихон Кіндратович Молоков, золотопромисловець
- Інна Кміт —  Онися Тихонівна
- Віктор Чекмарьов —  Іван Тимофійович Засипкін
- Людмила Касьянова —  Олена Іванівна
- Владислав Баландін —  Василь Петрович
- Ігор Бєлозьоров —  Полікарп Омелянович Белоносов, адвокат
- Юхим Степанов —  Харитон Харитонович Ширинкін
- П. Карпачова —  Марфа
- Павло Федосєєв —  Маркушка
- Лідія Старокольцева —  дружина Маркушки

## Знімальна група
- Автори сценарію:  Іван Правов,  Юрій Хазанович
- Режисер-постановник:  Іван Правов
- Оператор-постановник:  Ігор Лукшин
- Художник-постановник:  Борис Кавецький
- Композитор:  Євген Родигін
- Диригент:  Вероніка Дударова